# Lopez Jaena
Lopez Jaena is een gemeente in de Filipijnse provincie Misamis Occidental op het eiland Mindanao. Bij de laatste census in 2007 had de gemeente ruim 22 duizend inwoners.

## Geografie

### Bestuurlijke indeling
Lopez Jaena is onderverdeeld in de volgende 28 barangays:
| - Alegria - Bagong Silang - Biasong - Bonifacio - Burgos - Dalacon - Dampalan - Don Andres Soriano - Eastern Poblacion - Estante - Hasa-an - Katipa - Luzaran - Mabas | - Macalibre Alto - Macalibre Bajo - Mahayahay - Manguehan - Mansabay Alto - Mansabay Bajo - Molatuhan Alto - Molatuhan Bajo - Peniel - Puntod - Rizal - Sibugon - Sibula - Western Poblacion |

## Demografie
Lopez Jaena had bij de census van 2007 een inwoneraantal van 22.120 mensen. Dit zijn 1.172 mensen (5,6%) meer dan bij de vorige census van 2000. De gemiddelde jaarlijkse groei komt daarmee uit op 0,75%, hetgeen lager is dan het landelijk jaarlijks gemiddelde over deze periode (2,04%). Vergeleken met de census van 1995 is het aantal mensen met 1.676 (8,2%) toegenomen.

De bevolkingsdichtheid van Lopez Jaena was ten tijde van de laatste census, met 22.120 inwoners op 94,7 km², 233,6 mensen per km².